# Давиденко Галина Йосипівна
Давиденко Галина Йосипівна (нар. 14 червня 1953, с. Юрасівка, Ямпільський район Сумської області - 27 вересня 2011, м.Шостка Сумської області) — український педагог. Доктор педагогічних наук (1995), професор (2002).
Закінчила Сумський педагогічний інститут в 1976 році.

## Біографія
Вчителювала, працювала доцентом кафедри російської та зарубіжної літератури Криворізького педагогічного інституту (Дніпропетровська область). У 1991—1995 рр. — завідувачка кафедри мовної підготовки Київського інституту внутрішніх справ. З 1997-го — професор кафедри української літератури та методики її викладання. З 2003-го — завідувачка кафедри зарубіжної літератури Глухівського педагогічного університету (Сумська область).
Наукове дослідження з проблем методики викладання літератури, оптимальної організації читання і стимулювання читацької активності, розроблення системи методів, прийомів та форм активізації сприймання. Співавторка навчально-методичного комплексу для самостійної роботи студентів кредитно-модульної і дистанційної форм навчання «Історія зарубіжної літератури: В 3 кн.» (К., 2007).

## Праці
- Возвращенные имена. Анна Ахматова. Жизнь и творчество: Метод. рекомендации к изучению темы в 11 кл. С., 1990;
- Методика роботи з текстом художнього твору: Метод. посіб. К., 1995;
- Тематические вечера по зарубежной литературе в школе. Кривой Рог, 1995;
- Навчальні матеріали з курсу літератури Середньовіччя і доби Відродження. Глухів, 1998;
- Історія західноєвропейської літератури раннього і зрілого Середньовіччя: Навч. посіб. С., 2006.